# Biblioteca de libros raros Thomas Fisher
La Biblioteca de libros raros Thomas Fisher (Thomas Fisher Rare Book Library en inglés) es una biblioteca de la Universidad de Toronto que constituye el mayor depósito de libros raros y manuscritos de acceso público en Canadá. También alberga los archivos de la universidad que, además de los registros institucionales, contienen los documentos de muchas figuras literarias canadienses importantes, entre ellas Margaret Atwood y Leonard Cohen.

## Historia

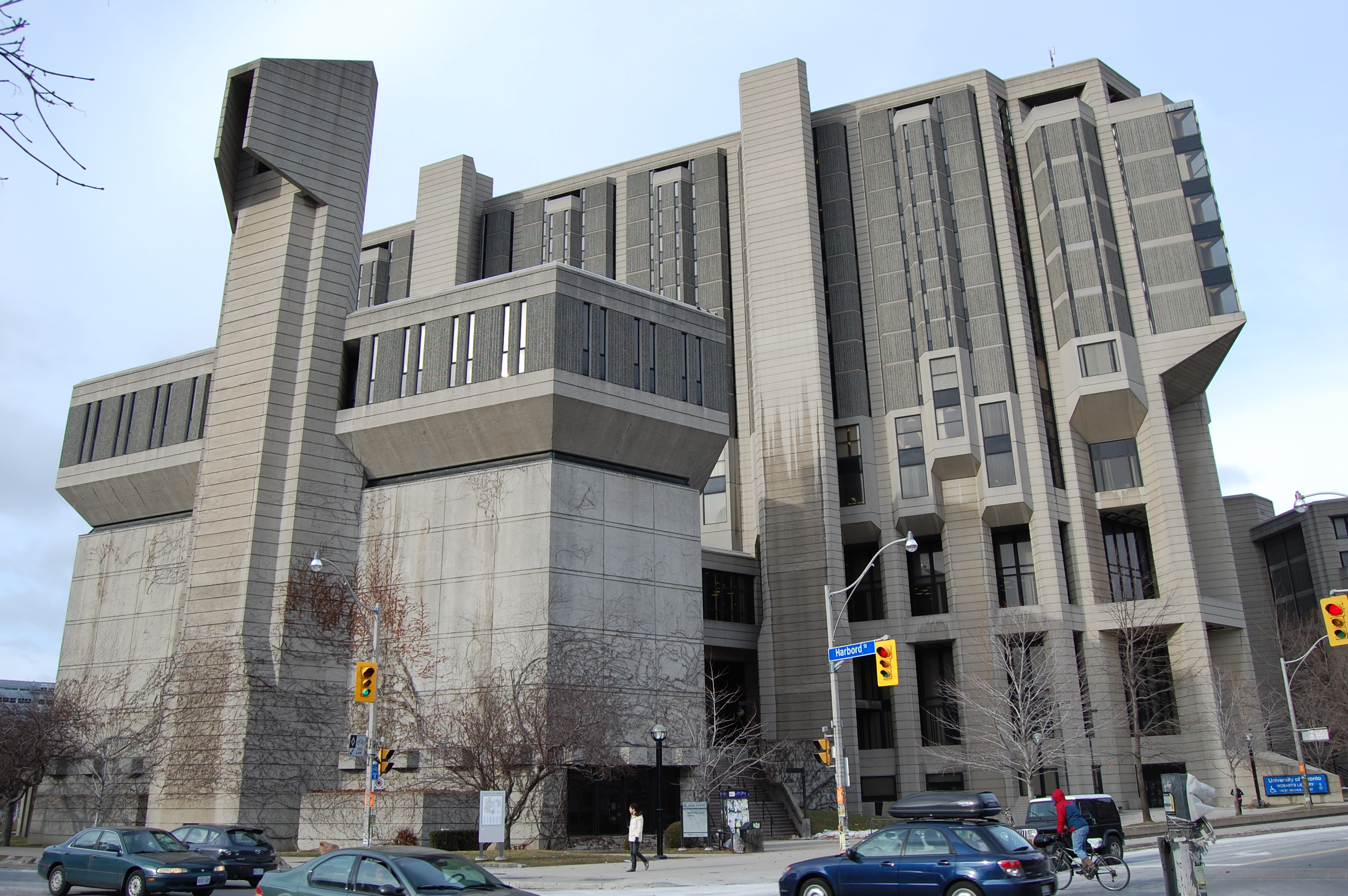
La biblioteca de libros raros Thomas Fisher (en primer plano) se inauguró en 1973 y forma parte de un complejo de edificios más grande con la biblioteca Robarts (al fondo).

El Departamento de Libros Raros y Colecciones Especiales fue fundado en noviembre de 1955 por el Bibliotecario Jefe, Robert H. Blackburn, quien contrató a Marion E. Brown, que trabajaba en el departamento de colecciones especiales de la Universidad Brown. Su primera responsabilidad fue ocuparse de los objetos de la colección que se habían ido acumulando desde 1890, algunos de los cuales incluían manuscritos medievales, libros impresos antiguos y volúmenes especiales de períodos posteriores que la reina Victoria había regalado a la universidad. Entre los objetos acumulados y los encontrados en los estantes de la biblioteca principal, hubo suficiente para abrir la Sala de libros raros en 1957.
El Departamento de Libros Raros y Colecciones Especiales y los Archivos de la Universidad no tuvieron un lugar permanente hasta 1973, cuando se abrió la biblioteca de libros raros Thomas Fisher, que recibe su nombre en honor a Thomas Fisher (1792–1874), quien emigró de Yorkshire, se estableció a lo largo del río Humber en 1822 y se convirtió en un exitoso comerciante-molinero. En 1973, sus bisnietos, Sidney y Charles Fisher, donaron a la biblioteca sus propias colecciones de Shakespeare, varios autores del siglo XX y grabados de Václav Hollar.
El edificio Fisher fue diseñado por Mathers y Haldenby, Toronto, con el consultor de diseño Warner, Burns, Toan y Lunde, Nueva York. Forma parte de un complejo con la Biblioteca Robarts y el Edificio Claude Bissel que alberga la facultad de Información.
Richard Landon, director hasta 2011, organizaba anualmente dos o tres exposiciones de libros raros y otros materiales.

## Colecciones
La biblioteca alberga una colección de más de 740 000 documentos y 4 000 metros cuadrados de fondos manuscritos.
La colección es diversa y variada porque contiene, además de la colección de libros raros, investigaciones de profesores y estudiantes de la Universidad de Toronto, así como del público, y una colección de libros y documentos organizados en más de 100 categorías.
Algunas piezas de la colección son muy antiguas, la más antigua es una tablilla cuneiforme babilónica de Ur (1789 a. C.), además 36 fragmentos de manuscritos en papiro egipcio (245 a. C.), una copia del diccionario Catholicon (1460), y un raro documento impreso en hebreo que data de alrededor del 1475 en Roma, un Mishné Torá de Maimónides.
Otros objetos de la colección se encuentran las Crónicas de Núremberg (1493), el First Folio de William Shakespeare (1623) y la obra Principia de Isaac Newton (1687). Contrariamente a las afirmaciones generalizadas en Internet, la biblioteca no tiene la prueba de imprenta de Charles Darwin con anotaciones de su obra El origen de las especies (1859); sin embargo, sí posee hojas de prueba anotadas de: El poder del movimiento en las plantas, La expresión de las emociones en el hombre y los animales, y Los efectos de la fertilización cruzada y la autofecundación en el reino vegetal.
En la biblioteca también se encuentra la colección Robert S. Kenny, una inmensa colección de libros, documentos y otros materiales relacionados con los movimientos radicales y obreros, particularmente en Canadá, contiene aproximadamente 25.000 artículos recopilados por Robert S. Kenny, quien fue miembro del Partido Comunista de Canadá. La sección canadiense, que cuenta con 382 libros y 768 folletos, fue adquirida por la biblioteca a Kenny en 1977. La sección internacional de la colección fue donada por este en 1993.
Además, hay una colección de grabados de Václav Hollar (1607-1677) de la colección de Sidney Thomson Fisher, que consta de láminas de grabado, estampas originales y obras publicadas del artista.
La biblioteca tiene una colección de 500 tarjetas de San Valentín.
En la década de 1970, la biblioteca adquirió los archivos de Margaret Atwood, incluido el manuscrito de El cuento de la criada.
En abril de 2018, se anunció que la biblioteca había adquirido el libro en inglés más antiguo de Canadá y su artículo número 15 millones, conocido como Caxton Cicero, que fue impreso en 1481 por el inglés William Caxton.
También posse los archivos de la Universidad de Toronto relacionados con el descubrimiento de la insulina por Frederick Banting, Charles Best, James Collip y John Macleod, considerado uno de los más importantes del siglo XX y que les permitió ganar el Premio Nobel de Medicina en 1923.
En 2013, la Unesco incluyó esta colección Descubrimiento de la insulina y primeros desarrollos en el registro Memoria del Mundo.

## Recursos en línea
La Biblioteca Fisher actualmente se centra en digitalizar materiales para que estén bien almacenados y sean accesibles para todos. La digitalización es muy importante porque permitirá que la colección tenga longevidad y permite que varias personas vean el recurso sin tener que tocarlo físicamente, por lo que hay menos riesgo de que se dañe, además de ser accesible para varias personas al mismo tiempo y desde cualquier parte del mundo. Las diversas colecciones digitales se ofrecen de forma gratuita.
Hay otros recursos disponibles en línea, como exposiciones, manuscritos, archivos e imágenes digitalizadas, todos ellos extraídos de la colección de la biblioteca.

## Galería de imágenes

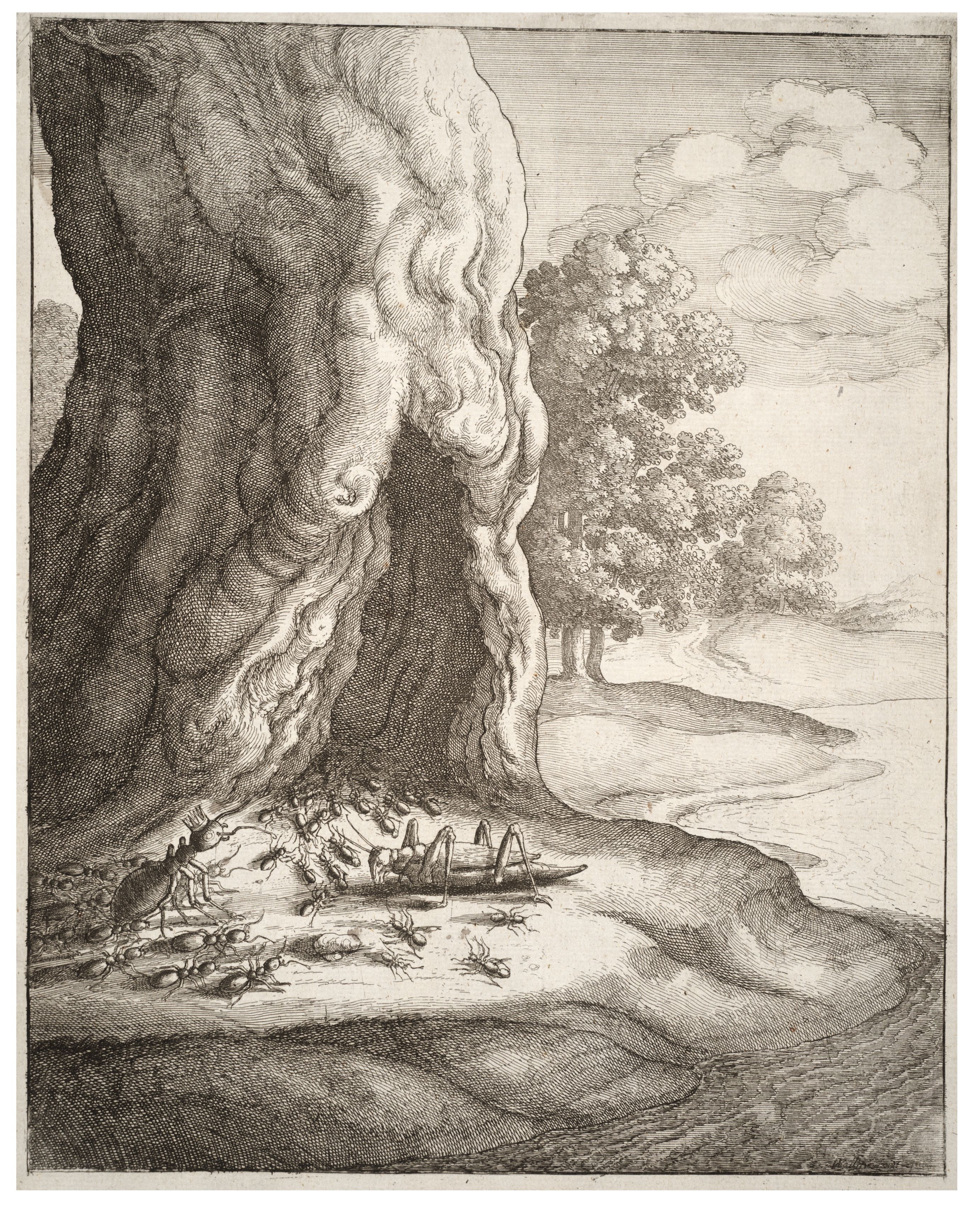
Ilustración de la  fábula de Esopo La hormiga y la cigarra por Václav Hollar.
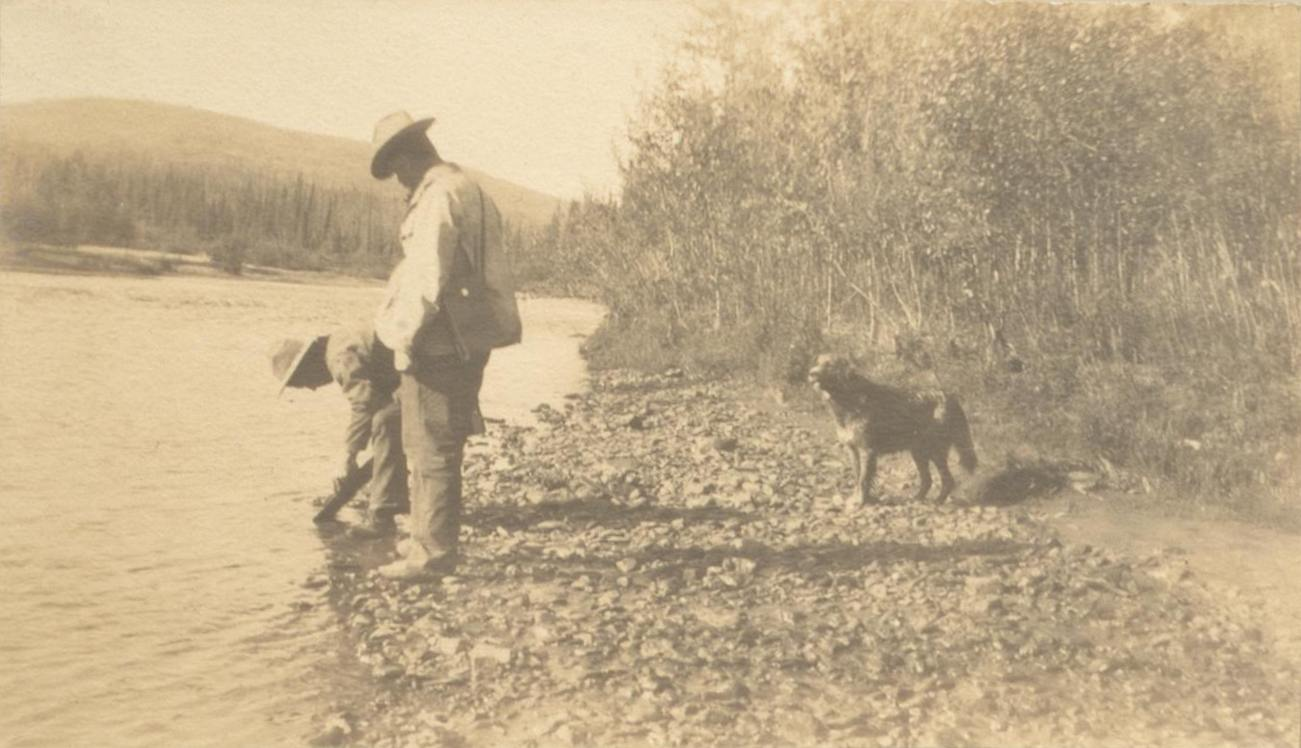
Buscando oro en el río Indian, 1904; foto de Joseph Tyrrell.
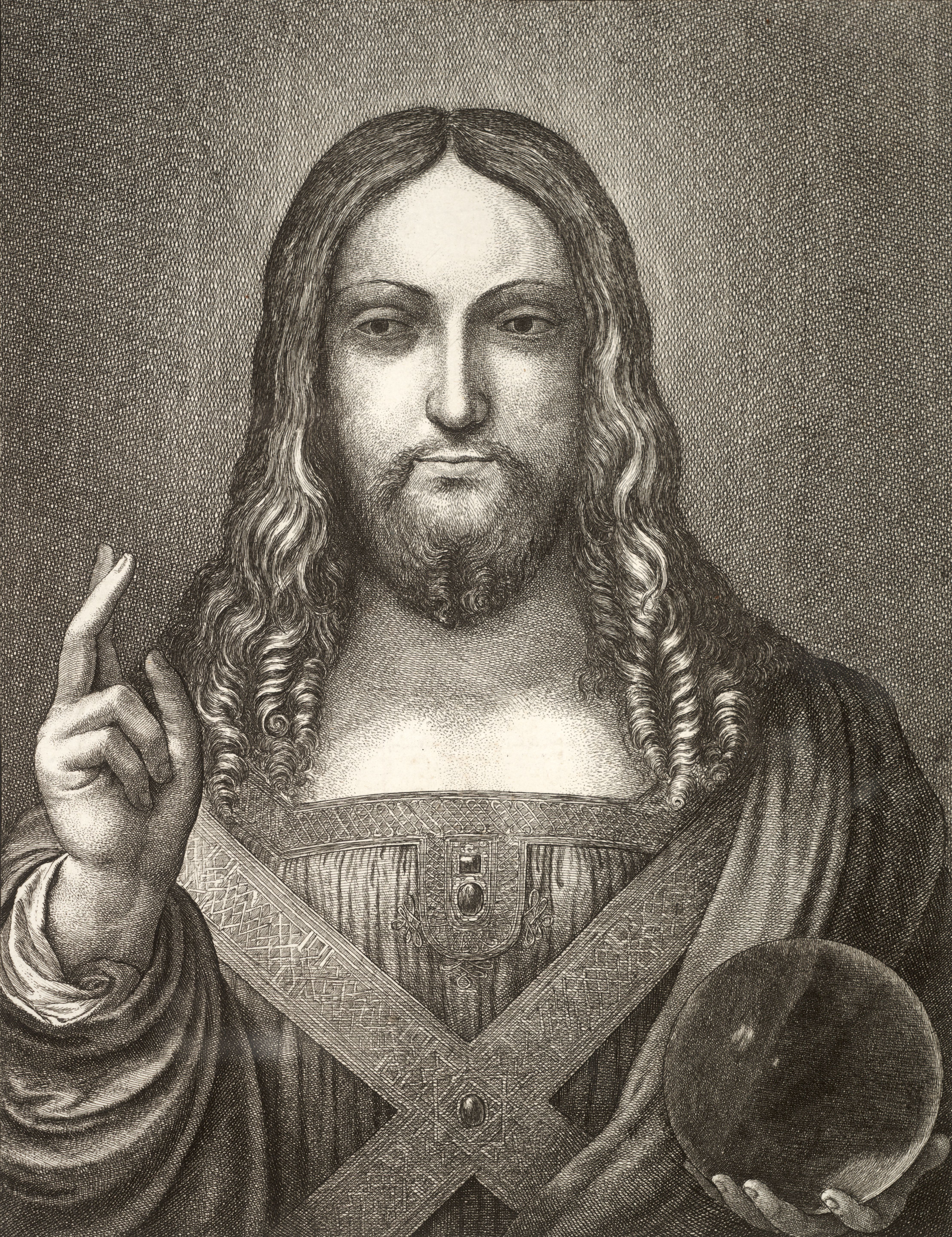
Grabado de Václav Hollar (1607-1677) del Salvator Mundi de Leonardo da Vinci.
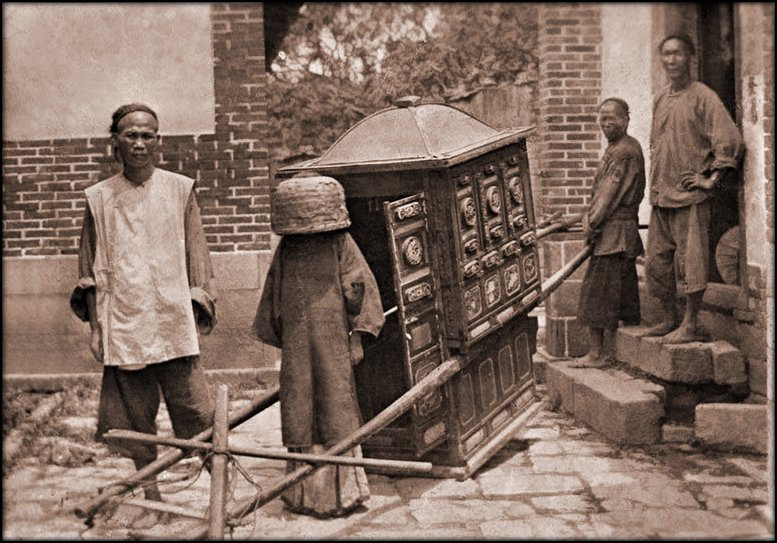
Novia camino a su boda, Fuzhou, Fujian, China ( c. 1911-1913  ); Ralph G. Gold.